# Gödöllői-dombság
Gödöllői-dombság este o arie protejată (arie specială de conservare — SAC, sit de importanță comunitară — SCI) din Ungaria întinsă pe o suprafață de 7.517,48 ha, integral pe uscat.

## Localizare
Centrul sitului Gödöllői-dombság este situat la coordonatele 47°35′35″N 19°25′19″E / 47.593056°N 19.421944°E.

## Înființare
Situl Gödöllői-dombság a fost declarat sit de importanță comunitară în mai 2004 pentru a proteja 4 specii de plante și 25 de specii de animale. Situl a fost protejat și ca arie specială de conservare în februarie 2010.

## Biodiversitate
Situată în ecoregiunea panonică, aria protejată conține 10 habitate naturale: Păduri panonice cu Quercus petraea și Carpinus betulus, Păduri panonice cu Quercus pubescens, Stepe panonice nisipoase, Pajiști stepice panonice pe loess, Păduri aluvionare cu Alnus glutinosa și Fraxinus excelsior (Alno-Padion, Alnion incanae, Salicion albae), Păduri stepice euro-siberiene cu Quercus spp., Mlaștini alcaline, Păduri panonice-balcanice de stejar turcesc - stejar sesil, Pajiști stepice subpanonice, Pajiști uscate seminaturale și facies de acoperire cu tufișuri pe substraturi calcaroase (Festuco-Brometalia) (* situri importante pentru orhidee).
La baza desemnării sitului se află mai multe specii protejate:
- plante (4): Colchicum arenarium, Echium russicum, sisinei (Pulsatilla grandis), Thlaspi jankae
- amfibieni (2): buhai de baltă cu burta roșie (Bombina bombina), triton cu creastă dobrogean (Triturus dobrogicus)
- mamifere (6): liliac cârn (Barbastella barbastellus), vidră de râu (Lutra lutra), liliac cu urechi mari (Myotis bechsteinii), liliac cu urechi de șoarece (Myotis blythii), liliac cărămiziu (Myotis emarginatus), liliac comun (Myotis myotis)
- nevertebrate (15): Bolbelasmus unicornis, Carabus hungaricus, croitorul mare al stejarului (Cerambyx cerdo), Cucujus cinnaberinus, orthosia schmidtii (Dioszeghyana schmidtii), fluturele de noapte (Eriogaster catax), Euplagia quadripunctaria, Isophya costata, Limoniscus violaceus, rădașcă (Lucanus cervus), Osmoderma eremita, Probaticus subrugosus, Rosalia alpina, Vertigo angustior, Vertigo moulinsiana
- pești (1): zvârluga (Cobitis taenia)
- reptile (1): țestoasa de baltă (Emys orbicularis)

Pe lângă speciile protejate, pe teritoriul sitului au mai fost identificate 58 de specii de plante, 7 specii de păsări, 3 specii de amfibieni, 1 specie de mamifere, 6 specii de nevertebrate, 4 specii de reptile.